# Buxales
Buxales је мали ред дикотиледоних скривеносеменица, који се налази у основи кладе правих дикотиледоних биљака (eudicots). Описан је 1996. године, те је присутан само у најсавременијим системима класификације (Тахтаџанов систем, APG II, APG III).
Ред обухвата једну до три фамилије. Фамилија Didymelaceae се по класификационом систему APG II (2003) може укључити у фамилију шимшира (Buxaceae) или сматрати засебном, док је у систему APG III (2009) интегрални део фамилије шимшира. Филогенетски положај слабо истражене фамилије Haptanthaceae још није у потпуности разјашњен, али морфолошки подаци говоре о сродности са шимширима.